# Inkhundla
Inkhundla (plural: tinkhundla, Siswati) ist eine Verwaltungseinheit mittlerer Ordnung in Eswatini. Sie bildet die Stufe zwischen der Region (Siswati: Tifundza teSwatini) und dem kleineren umphakatsi (Häuptlingsbezirk; englisch chiefdom). Es gibt 59 Tinkhundla in Eswatini: 15 in der Region Hhohho, 11 in Lubombo, 18 in Manzini und 15 in Shiselweni. Laut der Verfassung von Eswatini ist die Regierung „demokratisch, partizipatorisch und basiert auf dem System der Tinkhundla“, wodurch eine Übertragung der staatlichen Macht von der zentralen Regierung auf die Gebiete der Tinkhundla vollzogen wird und individuelle Ehrbarkeit das Kriterium für Wahl und Ernennung zum öffentlichen Amt ist. Das System ist nicht parteibezogen, da die Verfassung keine politischen Parteien anerkennt. Jedes Inkhundla wählt einen Repräsentanten in das House of Assembly of Eswatini, das Unterhaus des Zweikammer-Parlaments von Eswatini (Libandla). Dieses Regierungssystem wurde von König Sobhuza II. mit Hilfe von Politikwissenschaftlern und Anwälten gestaltet. Es ist seit 1978 in Gebrauch und wurde in den frühen 1990er Jahren angepasst.

## Geschichte
Das System der Tinkhundla entstand nach dem Zweiten Weltkrieg. Als „Erfinder“ gelten Prinz Dabede von der Königsresidenz Gundvwini und Ndvuna Mfundza John Brightwell Sukati von der Königsresidenz Zabeni. Sie kamen zwischen 1945 und 1946 von den Kriegsschauplätzen heim und berichteten König Sobhuza II. von ihren Erfahrungen und Beobachtungen, die sie im Verlauf ihrer Einsätze in Kampagnen der Streitkräfte des Vereinigten Königreichs entlang der Küsten von Afrika in den Gebieten zwischen Durban und Tripolis in Nordafrika gesammelt hatten. Sie empfahlen, dass zum Wiederaufbau der Wirtschaft in Eswatini Gemeinschaftszentren, so genannte Tinkhundla, gegründet werden sollten, die den König bei der Entwicklung des Landes unterstützen sollten. Gleichzeitig sollten nationale Sicherheits-Strategien eingeführt werden.
1977 empfahl die Delimitation Commission, die König Sobhuza II. ausgewählt hatte, 22 Tinkhundla einzurichten. Die ersten Tinkhundla wurden dabei von Tindvuna teTinkhundla angeführt, welche alle Veteranen (umsizi) des Krieges waren und von Sobhuza II. persönlich ausgewählt worden waren.
1979 wurden weitere Tinkhundla gegründet, so dass 40 Einheiten entstanden, weil deutlich wurde, dass die meisten Menschen die regelmäßigen Meetings nicht besuchten. 1993 wurden auf Empfehlung der Delimitation Commission (ernannt von König Mswati III.) nochmals zusätzliche Tinkhundla (nunmehr 55) geschaffen. Diese Kommission kam zustande, nachdem Consultative Commissions (Vuselas) durchgeführt worden waren, die die Bevölkerung einbezogen hatten und von Prinz Masitsela, Prinz Mahlalengangeni und Prinz Guduza geleitet worden waren. Ende Januar 2018 gab die Elections and Boundaries Commission (EBC) bekannt, dass es zum Ausgleich für zu stark ausgeprägte Größenunterschiede nunmehr fünf neue Tinkhundla gäbe, wobei vier davon durch Abspaltungen von bisherigen Tinkhundla entstanden und in einem Fall zwei bisherige Tinkhundla zusammen gelegt wurden, womit sich die Gesamtzahl auf 59 erhöhte.

## Hoheitliche Aufgaben
Das System bemüht sich um Dezentralisierung der Staatsmacht auf die Tinkhundla, während individuelle Verdienste als Basis für Wahl und Ernennung zum Amt dienen. Die Tinkhundla sollen Entwicklung und Aufbau der Gesellschaft vor Ort (grassroots level) vorantreiben und Beziehungen und Zusammenarbeit zwischen der Regierung und Nichtregierungs-Organisationen (NGOs) gestalten. Sie bilden auch die Verbindung zwischen den Gemeinschaften und der Regierung, geben die Vorgaben der Regierung auf die lokale Ebene weiter und sollen so der Harmonisierung der Gesellschaft dienen.
Das „Ministry of Tinkhundla Administration and Development“ hat die Aufgabe, Entwicklung und Aufbau zu ermöglichen und die Arbeit der Tinkhundla und umphakatsi zu unterstützen.

## Wirtschaftliche Rolle
Die Tinkhundla Centres sollen das wirtschaftliche Wachstum fördern, indem durch den Tinkhundla Empowerment Fund eigene Projekte unterstützt werden. Das Budget umfasste anfangs E 70.000 (Emalangeni) pro Inkhundla und Jahr, wurde aber auf E 130.000 erhöht (2019 etwa 8000 Euro).

## Liste der Tinkhundla
Stand 2021
| Region Hhohho - Hhukwini - Lobamba - Madlangempisi - Maphalaleni - Mayiwane - Mbabane East - Mbabane West - Mhlangatane - Motshane (geteilt 2018) - Ndzingeni - Nkhaba - Ntfonjeni - Piggs Peak - Timphisini Neu seit Januar 2018: - Siphocosini (abgetrennt von Motshane) | Region Lubombo - Dvokodvweni (bis 2018) - Hlane (bis 2018) - Lomahasha - Lubuli - Lugongolweni - Matsanjeni North - Mhlume - Mpolonjeni - Nkilongo - Siphofaneni - Sithobela Neu seit Januar 2018: - Gilgal (Zusammenlegung von Dvokodvweni u. Hlane) | Region Manzini - Ekukhanyeni - Kwaluseni - Lamgabhi - Lobamba Lomdzala - Ludzeludze - Mafutseni - Mahlangatsha - Mangcongco - Manzini North - Manzini South - Mhlambanyatsi - Mkhiweni - Mtfongwaneni - Ngwempisi - Nhlambeni - Ntondozi Neu seit Januar 2018: - Nkhomiyahlaba (abgetrennt von Ludzeludze) - Phondo (abgetrennt von Ngwempisi) | Region Shiselweni - Gege - Hosea - Kubuta - Maseyisini - Matsanjeni South - Mtsambama - Ngudzeni - Nkwene - Sandleni - Shiselweni I - Shiselweni II - Sigwe - Somntongo - Zombodze Neu seit Januar 2018: - Mashayekhatsi (abgetrennt von Ngudzeni), später umbenannt in Kumethula |